# Jackson megye (Mississippi)
Jackson megye az Amerikai Egyesült Államokban, azon belül Mississippi államban található. Megyeszékhelye és legnagyobb városa Pascagoula. Lakosainak száma 143 252 fő (2020. április 1.).

## Szomszédos megyék
- George megye (észak)
- Mobile megye (kelet)
- Harrison megye (nyugat)
- Stone megye (északnyugat)

## Népesség
A megye népességének változása:
| Lakosok száma | 139 661 | 140 205 | 140 039 | 140 450 | 141 425 | 143 252 |
|               | 2010    | 2011    | 2012    | 2013    | 2015    | 2020    |